# Silver Bay, Minnesota
Silver Bay är en ort i Lake County i Minnesota. Vid 2020 års folkräkning hade Silver Bay 1 857 invånare.